# Malin Arvidsson

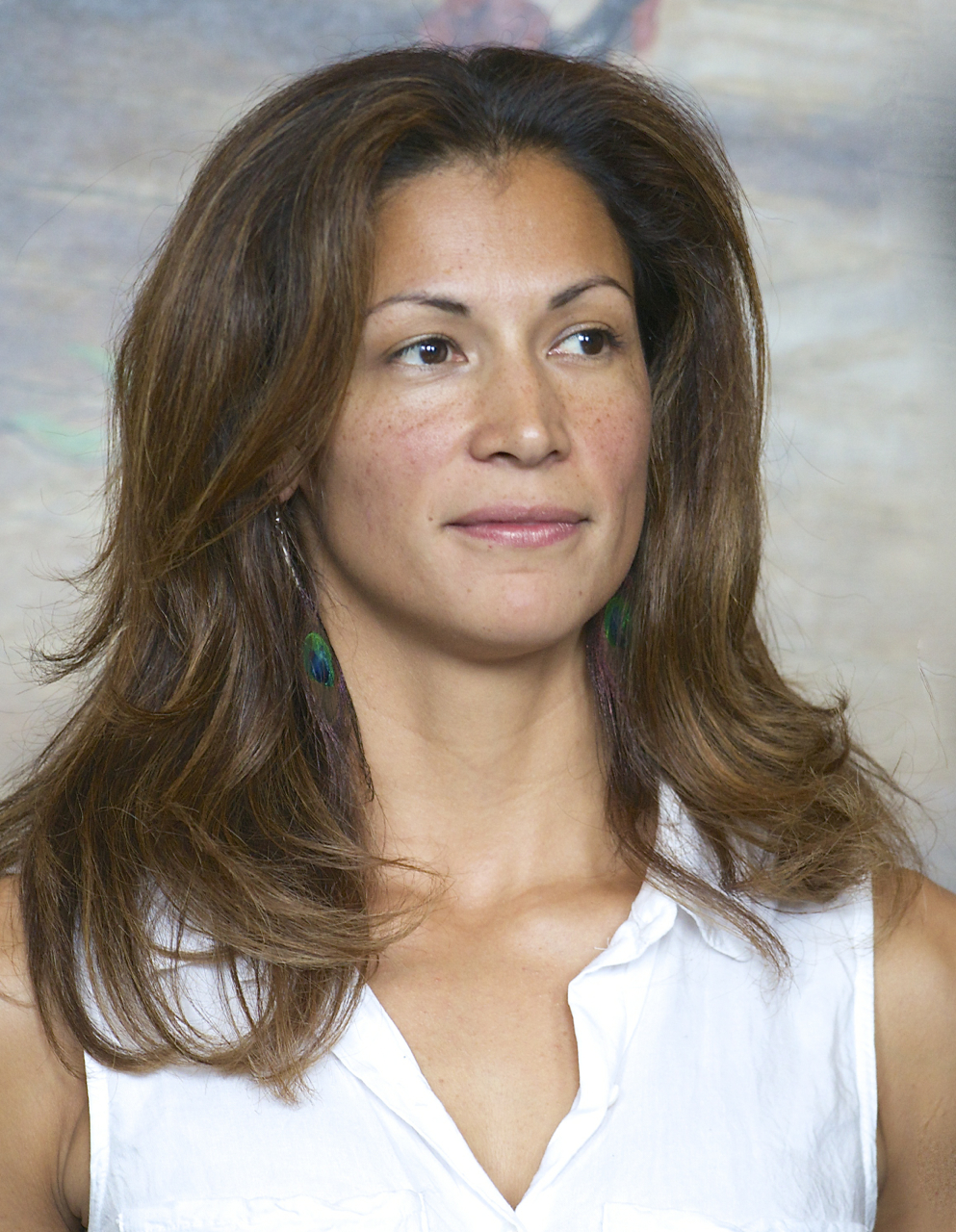
Malin Arvidsson (2014)

Malin Kristina Edla Sofia Göstasdotter Arvidsson (* 19. Februar 1978 in El Salvador) ist eine schwedische Schauspielerin und Tänzerin.

## Leben und Karriere
Malin Arvidsson wurde 1978 im mittelamerikanischen El Salvador geboren. Bereits im Alter von 16 Jahren erhielt sie eine Tanz- und Musicalausbildung an der Ballettakademie Göteborg. Mit 21 Jahren entschied sie sich für die Schauspielerei und belegte ein Schauspielstudium an der Theaterakademie Göteborg. Als Bühnendarstellerin hatte Malin Arvidsson Engagements an renommierten schwedischen Theaterhäusern wie dem Stockholms Stadsteater und dem Kungliga Dramatiska Teatern.
Ihr Filmdebüt gab sie 2004 in dem Kurzfilm Blåljus. Bekanntheit erlangte sie 2009 mit der Rolle der Laura in der schwedischen Fernsehserie 183 Dagar. Im deutschsprachigen Raum machte sich Malin Arvidsson durch die Rolle der Kommissarin Kerstin Holm in den Krimiverfilmungen des schwedischen Autors Arne Dahl einen Namen, die ab November 2012 im ZDF ausgestrahlt wurden. Malin Arvidsson engagierte sich 2013 mit einem Schauspielworkshop an der Kibera Film School in Kenia.

## Filmografie (Auswahl)
- 2004: Blåljus
- 2005: Mun mot mun
- 2009: 183 Dagar (Fernsehserie)
- 2009: Psalm 21
- 2011: Tysta leken
- 2011: Arne Dahl: Misterioso
- 2012: Arne Dahl: Böses Blut (Ont blod)
- 2012: Arne Dahl: Falsche Opfer (Upp till toppen av berget; Miniserie)
- 2012: Arne Dahl: Rosenrot (De största vatten; Miniserie)
- 2012: Arne Dahl: Tiefer Schmerz (Europa Blues; Miniserie)
- 2014: Micke & Veronica
- 2015: Arne Dahl: En midsommarnattsdröm (Miniserie)
- 2015: Arne Dahl: Requiem (Miniserie)
- 2015: Arne Dahl: Totenmesse